# Mathraki
Mathraki (in greco Μαθράκι?) è un'isola della Grecia facente parte dell'arcipelago delle Diapontie.
Dal punto di vista amministrativo è una ex comunità nella periferia delle Isole Ionie (unità periferica di Corfù) con 186 abitanti secondo i dati del censimento 2011.
È stata soppressa a seguito della riforma amministrativa, detta Programma Callicrate, in vigore dal gennaio 2011 ed è ora compresa nel comune di Corfù.